# Citrus-Exocortis-Viroid
Das Citrus-Exocortis-Viroid (englisch Citrus exocortis viroid, CEVd; Spezies Pospiviroid exocortiscitri) ist ein Viroid und in seiner Linie als CEVd-cit der subvirale Erreger einer Citrus Exocortis genannten Krankheit von Zitruspflanzen (Citrus spp.). In betroffenen Pflanzen kann es zu Wachstumsstörungen und Ertragseinbußen kommen. Die Krankheit wird manchmal auch englisch als "scalybutt" bezeichnet. und tritt in allen Zitrusfruchtgebieten der Welt auf.

## Etymologie
Der Begriff „Exocortis“ wurde 1948 von Fawcett und Klotz eingeführt, um eine Borke-Abplatzungskrankheit der Dreiblättrigen Bitterorange (Poncirus trifoliata) zu beschreiben (Exo = Außenbereich, Cortis = Rinde).

## Krankheitsbild
Ein Befall mit CEVd manifestiert sich durch das Ablösen der Rinde, insbesondere bei der Dreiblättrigen Bitterorange Poncirus trifoliata oder P. trifoliata-Hybriden, und kann zu erheblichen Ertragseinbußen führen, ohne die Qualität der Früchte selbst zu beeinträchtigen. Andere Symptome sind Blatt-Epinastie, Zwergwuchs (englisch "stunting") und Nekrose der Blatt-Mittelrippen.
CEVd der Linie CEVd-tom (Indian tomato bunchy top viroid) infiziert dagegen Tomatenpflanzen. Die daraus resultierende Exocortis-Krankheit wird manchmal englisch als „tomato bunchy top disease“ bezeichnet.